# Булатовы
Булатовы — дворянские роды.
Есть две фамилии Булатовых:
1. Происходит от Урака Булатова, ездившего гонцом в Казань (1540), также он упоминается в головах войска стрелецкого (1584) (в гербовник не внесены). Опричником Ивана Грозного в 1573 году числился Иван Булатов[1]. Их потомок Булатов Дмитрий Александрович (1837—1888) — предводитель дворянства Ростовского уезда Ярославской губернии, ростовский краевед и генеалог, в своей книге «Материалы для генеалогии и истории родов Ростовского уезда Ярославской губернии (1783—1788)» изданной (1887) в Ростове, так описывал герб своего рода:

Щит разделен перпендикулярно линией на две равные части: в правой стороне, в золотом песчаном поле, означен лук со стрелою, положенные крестообразно; левая же сторона разделена на две равные части: в верхней половине, в красном поле – белый крест; в нижней же половине, в голубом поле – крепостная зубчатая башня с открытыми воротами и частью стены. С каждой стороны щита стоят татары в их национальном костюме, одною рукою поддерживая щит, в другой же держат по копью. Весь щит лежит на белой серебряной мантии, подбитой горностаем, мантия увенчана короной, сверх которой из среды четырех кречетовых перьев исходит рука, держащая кривой меч.
Род начинается с Григория, отца Леонтия и Тимофея. Старший сын Ивана Леонтьевича — Захар Иванович имел сына Ефима, внучат Сисоя да Луку Ефимовича бездетного. У Сисоя Ефимовича был сын Леонтий, капрал гвардии при императрице Елизавете Петровне. У него был один сын Михаил Леонтьевич, герой финляндской войны, при Александре I генерал-лейтенант, оставивший сына Александра Михайловича, гвардии штабс-капитана (1801—1874), от брака с княжною Марьею Андреевною Голицыной имевший двух сыновей: Дмитрия Александровича (1837—1888) — предводитель дворянства Ростовского уезда Ярославской губернии, ростовский краевед и генеалог и Николая Александровича (1842 — ?) — надворный советник, товарищ председателя Кашинского окружного суда Тверской губернии.
2. Дворянские наследственные права другому роду приобрёл Никита Савельевич Булатов, лейб-кампанец, с однополчанами произведенный в дворянское достоинство (31 декабря 1741 года) указом императрицы Елизаветы — за содействие в приобретении ею родительского престола. Спустя же десять лет — 25 ноября 1751 года — прародителю дворян Булатовых выдан диплом на дворянское достоинство.
3. В  Герольдии Правительствующего Сената имеется дело (1797-1813) <<О внесении в Гербовник>> губернского секретаря Ивана Булатова.

## Описание гербов

#### Герб. Часть III. № 135.
Герб лейб-кампанца Никиты Савельевича Булатова: щит, разделённый перпендикуляром на две части, из которых в правой, в чёрном поле, между тремя серебряными пятиугольными звездами, изображено золотое стропило с означенными на нём тремя гранатами натурального цвета. В левой же части щита — в красном поле три серебряные огнива, положенные диагонально от правого верхнего к нижнему левому углу.
Гербовый щит увенчан обыкновенным дворянским шлемом, на котором положена гренадерская лейб-кампанская шапка с страусовыми перьями красного и белого цвета. По сторонам же шапки в нашлемнике помещены два чёрные орлиные крыла и на каждом из них по три серебряных звезды. Намёт на гербе красного и чёрного цвета, подложенный с правой стороны серебром, а с левой — золотом.

#### ДС, том II, стр.81.
Щит полурассечённый и пересеченный; в первой червленой части серебряный летящий крест; во второй лазоревой части серебряная зубчатая башня с червлеными швами и открытыми воротами; в третьей золотой части на крест положенные червленые стрела и лук. Нашлемник: золотая в латах рука, вооруженная серебряным выгнутым с золотой рукоятью мечем, окруженная четырьмя страусовыми перьями, из которых первое червленое, второе и четвёртое серебряные и третье лазоревое. Намёт справа червленый с серебром, слева лазоревый с серебром.